# Lavočkin La-160
Lavočkin La-160 Strelka byl první sovětský pokusný celokovový stíhací středoplošník se šípovitým křídlem a příďovým zatažitelným podvozkem. Vznikl pouze jeden prototyp.

## Vývoj
Prototyp byl postaven v letech 1946–1947, který poprvé vzlétl 1. června 1947. Stroj však byl příliš malý, aby unesl palivo pro účinnější dolet, další slabinou byla jeho nedostatečná možnost nést větší množství nábojů pro zbraně větší ráže. Letoun se stal poslední Lavočkinovou konstrukcí se „stupňovitým“ trupem. Letové testy byly ukončeny již v září 1947.

## Specifikace

### Technické údaje
- Osádka: 1
- Rozpětí: 8,95 m
- Délka: 10,06 m
- Výška: 3,5 m
- Nosná plocha: 15,90 m²
- Hmotnost prázdného stroje: 2738 kg
- Maximální hmotnost: 4060 kg
- Pohonná jednotka: 1 × proudový motor RD-10F
  - Tah motoru: 13,5 kN

### Výkony
- Maximální rychlost: 1050 km/h (v hladině 5700 m)
- Cestovní rychlost: 900 km/h
- Dostup: 11000 m
- Dolet: 500 km

### Výzbroj
- 2 × 37mm kanón N-37